# Sfântul Dezideriu
Sfântul Dezideriu (în franceză Saint Didier; n. secolul al VI-lea d.Hr., Autun, Bourgogne, Franța – d. 607 d.Hr., Saint-Didier-sur-Chalaronne, Auvergne-Rhône-Alpes, Franța) a fost un episcop de Vienne.
S-a aflat în conflict cu regina ariană Brunhilda de Austrasia⁠(en)[traduceți], care a dispus exilul și persecuția sa.